# Hrvoje
Hrvoje je muško osobno ime. Potječe od imena "Hrvat" i koristi se isključivo među Hrvatima. 

## Poznate osobe
- Hrvoje Vukčić Hrvatinić
- Hrvoje Spajić - povjesničar
- Hrvoje Matković - povjesničar
- Hrvoje Hitrec-književnik
- Hrvoje Hegedušić
- Hrvoje Šarinić-političar
- Hrvoje Klobučar-glumac
- Hrvoje Kečkeš-glumac
- Hrvoje Macanović
- Hrvoje Iveković- kemičar, rektor Sveučilišta u Zagrebu i redovni član HAZU